# ACO (коллайдер)

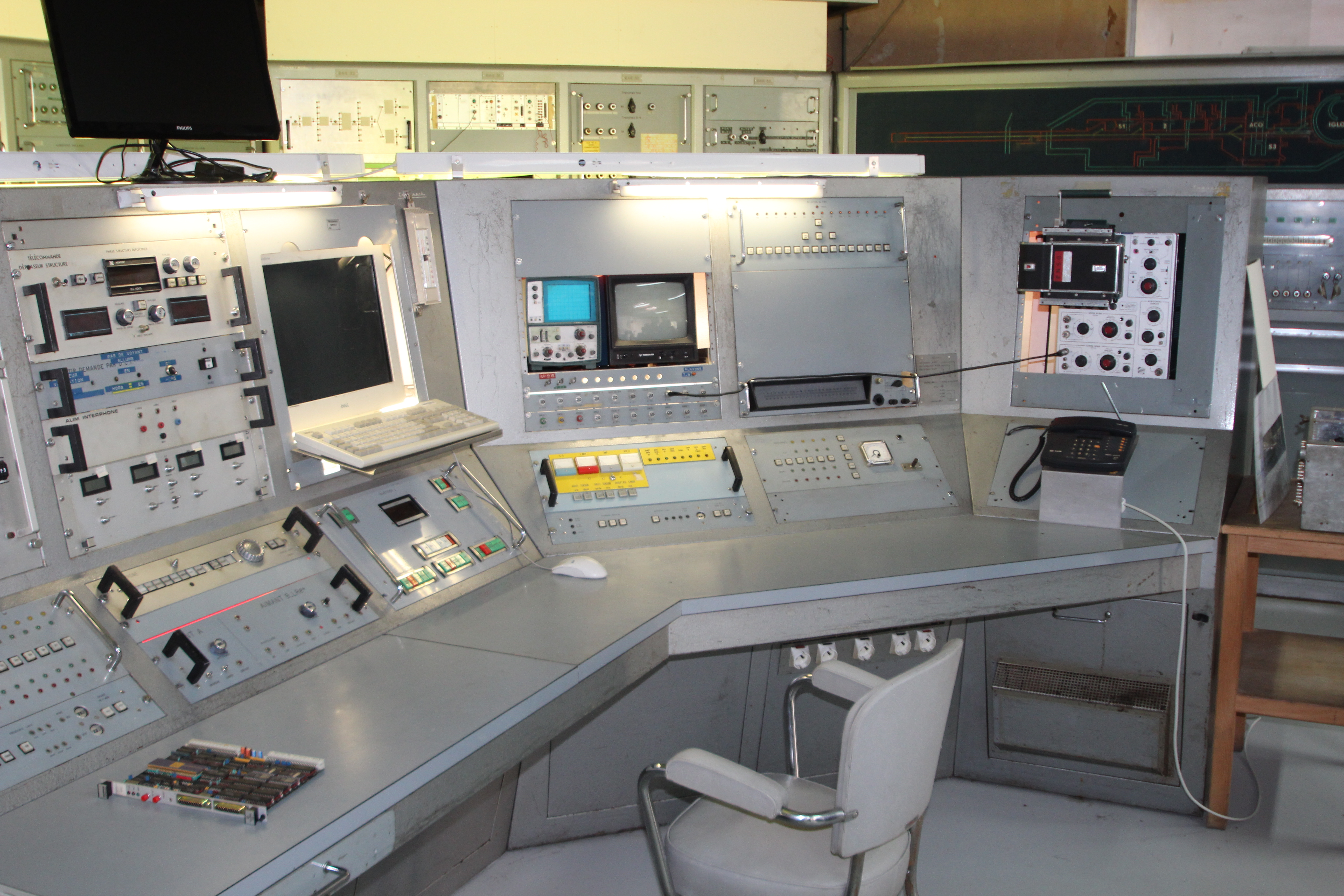
Законсервированная пультовая ускорительного комплекса лаборатории LAL

ACO (фр. Anneau de Collisions d’Orsay) — электрон-позитронный коллайдер на энергию до 550 МэВ в пучке, работавший в 1965-1975 годах в лаборатории LAL (Laboratoire de l’Accélérateur Linéaire), Орсэ, Франция. В настоящее[когда?] время законсервирован как музейный экспонат.

## Предыстория
Решение о создании лаборатории LAL и строительстве линейного ускорителя было принято в 1955 году. В 1962 году в лабораторию был перевезён из Италии первый в мире коллайдер AdA, на котором проводились методические эксперименты, показавшие перспективы встречных пучков.

## Коллайдер
Строительство ACO под руководством Pierre Marin было завершено в 1965 году. Область энергий 250÷550 МэВ в пучке позволяла изучать электрон-позитронную аннигиляцию в лёгкие мезоны. Много внимания было уделено ускорительным экспериментам, изучению эффектов встречи, ограничивающих светимость. Изучались зависимости предельного сдвига бетатронных частот от величины бета-функции, от разведения пучков. Максимальная светимость машины достигала 1.1×1029см−2с−1. Основываясь на полученном опыте параллельно действующему ACO началось сооружение нового коллайдера DCI с новаторской идеей компенсированных встречных пучков.

## Детекторы
На коллайдере работал детектор DM1.

## Источник синхротронного излучения
В 1973 году на кольце была оборудована первая станция на выводе синхротронного излучения (СИ). С 1975 года эксперименты по физике элементарных частиц на кольце были завершены, накопитель использовался только как источник СИ. В 1983 году на ACO был сооружён первый в мире лазер на свободных электронах. В 1988 году накопитель был полностью остановлен. К этому времени в лаборатории работали гораздо более производительны источники СИ Super-ACO и DCI.

## Музей
В 1993 году физиками и инженерами, работавшими на ACO, была учреждена ассоциация "Sciences ACO" с целью сохранить ускоритель и сделать из него экскурсионный объект. В 2013 году музей посетили 1600 человек.